# Camila Marzano
Camila Marzano de Aragão, também conhecida como Covella (m. antes de 6 de setembro de 1514) foi uma nobre italiana que foi senhora de Gradara e Pésaro pelo seu casamento com Constanço I Sforza. Após a morte do marido, governou junto ao enteado, Giovanni Sforza, como regente, de 1483 a 1489. 

## Família
Camila era filha de Marino Marzano, príncipe de Rossano e 6.º duque de Sessa Aurunca, e de Leonor de Aragão.
Os seus avós paternos eram João Antônio Marzano e sua primeira esposa, Covella Ruffo. Os seus avós maternos eram Afonso V de Aragão e Giraldona Carlino, amante do rei.
Ela teve cinco irmãos: João, príncipe de Rossano, cuja esposa foi, ou uma senhora da família Sanseverino ou, segundo outras fontes, Franceschella Lentini; Catarina, esposa de Antônio Basso Della Rovere, conde de Alliano, e sobrinho do Papa Sisto IV; Francisca, esposa de Leonardo III Tocco, déspota do Epiro; Margarida, cujo primeiro marido foi Vlatko Hercegović Kosača, duque de San Sava, e depois se casou com o veneziano Marco Loredan, e Maria, esposa de Antônio Todeschini Piccolomini, duque de Amalfi.

## Biografia
Após a morte de sua mãe em 1474, Camila foi educada na corte de Nápoles. Ela falava latim, espanhol e francês. 
O rei Fernando I quis que ela se casasse com Costanço I Sforza, filho de Alexandre Sforza e de Constança de Varano. Tal união ajudou Constanço a garantir a sua carreira em Nápoles.

### Banquete de casamento
As celebrações do casamento que duraram cinco dias tiveram início com a entrada da noiva na cidade de Pésaro, que partiu de Fano, no dia 26 de maio de 1475; Camila atravessou uma avenida de quase 10km de extensão, rodeada por árvores, que Constanço mandara construir para a ocasião. Camila foi recebida pelo Triunfo da Castidade ao adentrar a cidade, e a fonte da praça estava decorada com querubins dançantes.
No manhã seguinte do dia 27 de maio, um domingo, ocorreu uma breve cerimônia no salão principal do Palácio Ducal, e uma oração de uma hora de duração feita por Pandolfo Collenuccio. Na Catedral de Pésaro, foi realizada a missa nupcial.
O casal retornou ao Grande Salão do palácio, e assim, foi iniciado o banquete que durou 7 horas, e contou com 6 pratos diferentes. O salão era enorme e possuía banco de madeiras organizados como se fosse um teatro. Cercados por decorações e música, o casal e suas centenas de convidados se divertiram com danças coreografadas por Gugliemo Ebreo; além de receberem presentes, Camila e Constança também presentearam os seus 122 convidados com esculturas de açúcar.
As danças e balés eram bem elaborados e exuberantes; acrobatas faziam truques que envolviam um leão e um homem "selvagem", durante o intervalo das refeições. Outros dançarinos usavam máscaras de leões e cabeça de águia, e doze bailarinos simularam o crescimento dos cultivos no campo, e sua colheita.
Segundo o cronista que escreveu sobre o banquete, um dos pratos, que era dedicado ao deus romano, Baco, que acreditavam trazer "jovialidade" para as celebrações, incluía vinhos doces, cravos dourados, além de uma biga triunfal feita inteiramente de açúcar dourado, sobre a qual havia a figura da Justiça segurando uma espada e balança.
O último dia de celebrações foi reservado para uma justa na praça principal, porém, a competição teve de ser adiada devido a chuvas e ventania. Assim que o tempo ruim se dissipou, a justa foi anunciada através da chegada de uma boia, que fazia referência ao Triunfo da Fama. No final do dia, houve uma queima de fogos de artificio na mesma praça.

### Na corte
Camilla esteve frequentemente no comando do senhorio, quando seu marido estava envolvido em campanhas militares. Ela também hospedou o humanista Pandolfo Collenuccio, e o jurista Tommaso Diplovatazio na corte de Pésaro.
O embaixador da Família Este em Milão, Giacomo Trotti, descreve a senhora de Gradara e Pésarocomo "toda sábia e boa". O embaixador informa também que Covella sofreu dois abortos espontâneos e, portanto, não pôde dar filhos ao marido; uma criança morreu em setembro de 1480 com apenas dois meses de idade.
Após a morte de Constanço, em 19 de julho de 1483, Camila governou os domínios junto ao filho ilegítimo do marido, Giovanni Sforza. No entanto, após conflitos com o enteado, ela renunciou em 12 de novembro de 1489, ano em que o mesmo também atingiu a maioridade.
Em 7 de maio de 1490, Camila passou a morar no castelo de Torricella, castelo dado a ela por conta de seu dote, por Giovanni. A nobre residiu ali até o ano 1499, quando, tendo perdido a proteção dos Sforza na sequência da invasão francesa do ducado de Milão, foi obrigada a abandonar o castelo, e foi para a Alemanha.
Após o seu retorno a Milão, em 1507, ela fez um testamento a favor do duque Maximiliano Sforza, datado de 29 de agosto de 1514. Contudo, Camila faleceu antes de 6 de setembro do mesmo ano, data do ato de execução do testamento.
Ela encomendou bancos do coro feitos pelo método de intársia na Igreja de São Agostinho, que servem para comemorar o governo de Constanço.